# Gmina Świedziebnia
Die Gmina Świedziebnia (deutsch Swiedziebnia) ist eine Landgemeinde im Powiat Brodnicki der Woiwodschaft Kujawien-Pommern in Polen. Ihr Sitz ist das gleichnamige Dorf. 

## Gliederung
Zur Landgemeinde Świedziebnia gehören 16 Dörfer (deutsche Namen bis 1945) mit einem Schulzenamt:
| - Chlebowo - Dzierzno - Granaty (1942–1945 Granaten) - Grzęby - Janowo (1942–1945 Hannen) - Kłuśno - Księte - Mełno (Melno, 1942–1945 Mellern) | - Michałki - Nowa Rokitnica (Rokietnica Neu, 1942–1945 Neurocken) - Okalewko - Rokitnica-Wieś - Stare Zasady - Świedziebnia (Swiedziebnia, 1942–1945 Schwetheim) - Zasadki - Zduny |

Weitere Ortschaften der Gemeinde sind Brodniczka (1942–1945 Kleinfurt), Niemojewo, Nowe Zasady und Ostrów (1942–1945 Osterwiese).